# Caral
Caral encontra-se no Vale do Supe, a 200 quilómetros a norte de Lima, no Peru.
A civilização de Caral , a mais antiga do continente americano, foi contemporânea de outras como as da China, Egipto, Índia e Mesopotâmia; tendo-se convertido já naquela época numa cidade-estado, rodeada por outras civilizações reunidas ainda no que se denomina "sociedades aldeãs".
Assim, trata-se de uma das zonas geográficas que se podem considerar como berço da civilização mundial pela sua antiguidade, e pelo seu desenvolvimento independente.O Caral é considerado Patrimônio Mundial da UNESCO.

## Descoberta arqueológica
Max Uhle escavou em 1905 em Áspero, um local situado no litoral do vale de Soube, a 23 km da Cidade Sagrada de Caral, no Peru. Julio C. Tello explorou o mesmo lugar em 1937. Não há evidências que eles tivessem entrado no vale de Soube e, portanto, que chegassem a conhecer a Cidade Sagrada de Caral.
A primeiro pessoa que chamou a atenção sobre a Cidade Sagrada de Caral (Chupacigarro Grande) foi o viajante americano Paul Kosok, que visitou o lugar juntamente com o arqueólogo também americano Richard Schaedel em 1949. No seu relatório, publicado no livro "Life, Land and Water in Ancient Peru", em 1965, mencionou que Chupacigarro (como era conhecida a Cidade Sagrada de Caral então) devia ser muito antigo, mas não pode demonstrar quanto.
Em 1975 o arquitecto peruano Carlos Williams fez um registo da maioria dos lugares arqueológicos no vale de Soube, entre os quais registou o Chupacigarro Grande, a partir do qual fez algumas observações sobre o desenvolvimento da arquitectura nos Andes, que apresentou primeiro no artigo "Arquitectura e Urbanismo no Antigo Peru", publicado em 1983 no tomo VIII da série "História do Peru" da editorial Juan Mejía Baca, e depois no artigo "A Scheme for the Early Monumental Architecture of the Central Coast of Peru", publicado em 1985 no livro "Early Ceremonial Architecture in the Andes".
O arqueólogo francês Frederic Engel visitou o lugar em 1979, levantando um plano e escavando no mesmo. No seu livro "Das Begónias ao Milho", publicado em 1987, Engel afirmou que Chupacigarro Grande (como ainda era conhecida a Cidade Sagrada de Caral) pôde ter sido construído antes do aparecimento da cerâmica nos Andes (1800 aC). No entanto, os arqueólogos andinos assumiram que o local era "acerámico", isto é, que tinha sido construído por uma população que não utilizava a cerâmica, ainda que esta já se conhecia noutros lugares dos Andes.
Em 1994 Ruth Shady percorreu novamente o vale de Supe e identificou 18 lugares com as mesmas características arquitectónicas, entre os quais se encontravam os 4 conhecidos como Chupacigarro Grande, Chupacigarro Chico, Chupacigarro Centro e Chupacigarro Oeste. Para diferenciá-los Shady denominou-os Caral, Chupacigarro, Miraya e Lurihuasi. Caral, Miraya e Lurihuasi são os nomes quechua dos povoados mais próximos aos lugares. Chupacigarro é o nome espanhol de uma ave do lugar.
Shady escavou em Caral a partir de 1996 e apresentou os seus dados pela primeira vez em 1997, no livro "A Cidade Sagrada de Caral-Supe nos alvores da civilização no Peru". Nesse livro, sustentou abertamente a antiguidade pré-cerâmica da Cidade Sagrada de Caral, afirmação que consolidou de maneira irrefutável nos anos seguintes, através de escavações intensivas no lugar.
O Projecto Especial Arqueológico Caral-Supe está a cargo dos trabalhos na Cidade Sagrada de Caral, bem como dos assentamentos próximos de Áspero, Miraya e Lurihuasi. A arqueóloga Ruth Shady, viaja ao vale em forma permanente para continuar o trabalho das escavações e descobertas nesta parte de um país arqueologicamente rico e de diversas culturas milenares.

Panorama 360° de Caral.

## Antiguidade
A antiguidade da Cidade Sagrada de Caral confirmou-se através de 42 datações rádio carbónicas realizadas nos Estados Unidos. Segundo estes, a Cidade Sagrada de Caral tem uma antiguidade média de entre 2627 a 2100 anos a.C. aproximadamente, enquanto no resto da América o desenvolvimento urbano começou 1550 anos depois deste Peru. A sua descoberta muda as teorias que até agora existiam sobre o aparecimento das antigas civilizações no Peru.
Até pouco tempo considerava-se a Chavín de Huántar o mais velho foco cultural deste país, com um máximo de 1500 anos a.C.
A cidade existiu durante os anos 3000 a.C. até 1800 a.C., quando a cidade sofreu com secas, fome, doenças e seus habitantes abandonaram a cidade, até ser descoberta em 1905.

## Toponímia
Segundo a toponímia do quechua de Yungay, Peru, a palavra Caral provêm de Qaqaq que significa «presentear, oferecer, partilhar» pelo que poder-se-ia deduzir que era «um local onde se faziam presentes ou oferendas».

## População
Os cálculos mais conservadores estimam que a cidade sagrada de Caral albergou de 1.000 a 3.000 habitantes.

## Arquitectura

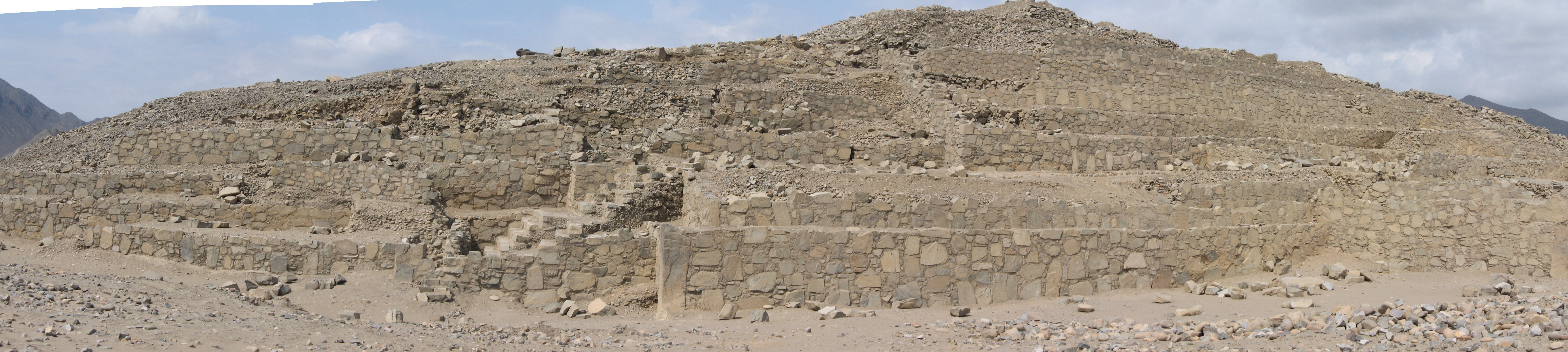
Pirâmide em Caral.

O centro urbano, de arquitectura monumental, já tinha sido fotografado desde o ar na década de 40 do século XX, mas o início das escavações sistemáticas da Cidade Sagrada de Caral começaram em 1996 , sob a condução da doutora Ruth Shady.
As construções na Cidade Sagrada de Caral foram continuamente remodeladas, com estruturas cada vez mais complexas. Isto significa a evolução das técnicas de construção, o conhecimento das ciências exactas como a aritmética, a geometría e igualmente a astronomía que influenciaram as antigas culturas peruanas. Destacaram o espaço, a arquitectura e a precisão, especialmente nos seis volumes das pirâmides maiores.
As construções monumentais mais destacadas são:
- A Pirâmide Maior
- A Pirâmide Menor
- A Pirâmide da Galeria
- A Pirâmide da Huanca
- O Templo do Anfiteatro
- A Pirâmide da Cantera
- O Templo do Altar Circular.

Ao pé do Templo Maior e da Piramide do Anfiteatro construíram-se grandes praças circulares, espaços de reunião para os habitantes da cidade, onde provavelmente se realizaram actividades acompanhadas pela música de flautas transversas e cornetins.
As 32 estruturas piramidais encontradas, uma delas de 18 m de altura, coincidem com a data em que a civilização egípcia construiu as suas.

## Extensão
A Cidade Sagrada de Caral tem 65 hectares.

## Cidade sagrada
O altar do fogo sagrado
Tem-se-lhe chamado também cidade sagrada já que foi a época, em que pela primeira vez que se saiba até agora, as sociedades peruanas tiveram um governo central, em se estabelece um estado e se utiliza a religião como meio de afirmação.
Tudo o que se escavou na cidade está impregnado de religiosidade. Há muitos fornos construídos para oferendas. Há rituais em todos os lugares, não somente nos lugares públicos ou nos templos mas até nas próprias casas.

## Outras Descobertas
Entre as coisas que se descobriram em Caral, à parte de sua surpreendente arquitectura, há artefactos de diversos materiais: de osso , madeira, pedra, boleadoras e quenas (flauta originária da Região Andina) feitas com ossos de pelicano e condor, adornos para as pessoas importantes ou para os deuses que adoravam.

## Quipu
No ano de 2005 expuseram-se no Peru novas descobertas realizadas em Caral pela equipe(a) dirigida pela arqueóloga Ruth Shady, principal “re-descobridora” desta cidade. Encontrou-se um quipu (instrumento utilizado para comunicação) em bom estado de conservação, o que implica que este sistema de registro de dados tem quase cinco mil anos e não os mil e quinhentos comprovados anteriormente.
Também se apresentou a reconstrução de um possível habitante, em base ao crânio de um rapaz de uns vinte anos sacrificado naqueles tempos.

## Novidades
A governação do Peru propôs a Cidade Sagrada de Caral como Património Cultural da Humanidade.